# Kristína Kučová
Kristína Kučová (n. 23 mai 1990, Bratislava, Cehoslovacia) este o jucătoare de tenis slovacă.

## Carieră
Kučová a început anul 2014 în calificările pentru Sydney, unde a pierdut în fața lui Misaki Doi, apoi a pierdut în primul tur al calificărilor pentru Australian Open 2014 în fața Paulei Kania în trei seturi. Ea a pierdut în calificările pentru Qatar Total Open 2014 în fața Mirjanei Lučić-Baroni în două seturi, dar și la Dubai, unde a pierdut în fața Flaviei Pennetta. Ea a reușit să se califice la Katowice și apoi a învins-o pe Monica Niculescu cu 6-1, înainte de a pierde în fața lui Alizé Cornet. Ea a pierdut în calificările pentru Openul Franței în fața jucătoarei cu wildcard Irina Ramialison, 1-6, 0-6, iar în calificările pentru Wimbledon în fața Marinei Zanevska.
A ajuns în prima sa semifinală în circuitul WTA la Bucharest Open 2014, învingându-le pe Anna Karolína Schmiedlová, Cristina Dinu și Danka Kovinić, înainte de a pierde în fața Robertei Vinci cu 1-6, 3-6 în semifinale. Ea a câștigat turneul de 50.000 de dolari de la Sobota, Polonia, învingând-o în finală pe Sesil Karatantantcheva. A câștigat un eveniment de 25.000 de dolari la Fleurus, Belgia, învingând-o în finală pe Evgenia Rodina. Ea a pierdut în turul al doilea al calificărilor de la Linz, în fața Annei-Lena Friedsam, și în primul tur al calificărilor de la Limoges, în fața Katarzynei Piter.
La Miami Open, Kučová s-a calificat pe tabloul principal și s-a confruntat în turul al doilea cu Ashleigh Barty, numărul 1 mondial și campioana în exercițiu. Ea a condus cu 5-2 în ultimul set și a avut o minge de meci pe serviciu la 5-3, dar nu a reușit să o transforme. Ea a pierdut meciul în trei seturi, iar Barty a continuat să își apere cu succes titlul.
În iulie 2021 a ajuns în prima sa finală WTA 250, la WTA Poland Open, dar a pierdut în fața Marinei Zanevska. La US Open 2021 s-a calificat pentru prima dată în ultimii cinci ani, după ce a intrat pe tabloul principal ca lucky loser, și a câștigat primul său meci la acest turneu major în fața lui Ann Li. În ianuarie 2023, ea s-a înscris la Australian Open 2023 folosind clasamentul protejat.

## Rezultate WTA

### Simplu: 1 (vicecampioană)
| Legendă       |
| ------------- |
| Grand Slam    |
| WTA 1000      |
| WTA 500       |
| WTA 250 (0–1) |

| Finale pe suprafețe  |
| -------------------- |
| Suprafață dură (0-0) |
| Iarbă (0-0)          |
| Zgură (0-1)          |
| Carpetă (0-0)        |

| Rezultat  | W-L | Data       | Turneu      | Nivel   | Suprafață | Adversară       | Scor          |
| --------- | --- | ---------- | ----------- | ------- | --------- | --------------- | ------------- |
| Finalistă | 0–1 | iulie 2021 | Poland Open | WTA 250 | Zgură     | Marina Zanevska | 4–6, 6–7(3–7) |